# Karbauskis
Karbauskis ist ein litauischer männlicher Familienname.

## Weibliche Formen
- Karbauskytė (ledig)
- Karbauskienė (verheiratet)

## Namensträger
- Česlovas Vytautas Karbauskis (* ≈1945), litauischer Agronom  und Agrarmanager, sowjetlitauischer Politiker, Kolchosleiter
- Mindaugas Karbauskis (* 1972), litauisch-russischer Theater-Regisseur
- Ramūnas Karbauskis (* 1969),  Agrarunternehmer, Sportfunktionär und Politiker, Seimas-Mitglied, Parlamentsvizepräsident, Mäzen
- Vaclovas Karbauskis (*  1958), Politiker, Mitglied des Seimas